# إدوارد وودوارد
إدوارد ألبرت آرثر وودوارد (بالإنجليزية: Edward Woodward) (مواليد 1 يونيو 1930 - 16 نوفمبر 2009) ممثل و مغني إنجليزي .

## روابط خارجية
- إدوارد وودوارد على موقع IMDb (الإنجليزية)
- إدوارد وودوارد على موقع روتن توميتوز (الإنجليزية)
- إدوارد وودوارد على موقع ألو سيني (الفرنسية)
- إدوارد وودوارد على موقع ميوزك برينز (الإنجليزية)
- إدوارد وودوارد على موقع أول موفي (الإنجليزية)
- إدوارد وودوارد على موقع قاعدة بيانات برودواي على الإنترنت (الإنجليزية)
- إدوارد وودوارد على موقع قاعدة بيانات الأفلام السويدية (السويدية)
- إدوارد وودوارد على موقع إن إن دي بي (الإنجليزية)
- إدوارد وودوارد على موقع ديسكوغز (الإنجليزية)
- إدوارد وودوارد على موقع قاعدة بيانات الفيلم (الإنجليزية)